# Sumpflabkraut-Blattspanner
Der Sumpflabkraut-Blattspanner (Orthonama vittata), auch Bitterklee-Blattspanner genannt, ist ein Schmetterling (Nachtfalter) aus der Familie der Spanner (Geometridae).

## Merkmale

### Falter
Die Flügelspannweite der Falter beträgt 22 bis 26 Millimeter. Die Vorderflügel haben eine helle bräunliche Grundfarbe. Auf ihnen verlaufen mehrere zum Saum fast parallele braune Querlinien. Im Mittelfeld ist oftmals ein schmales dunkles Saumband zu erkennen. In den Apex mündet ein schwarzer Teilungsstrich. Direkt am Saum verläuft eine aus kleinen schwarzen Punkten gebildete Linie. Die Hinterflügel sind etwas heller gefärbt und mit mehreren schwach ausgebildeten dunklen Querlinien versehen. Sämtliche Flügel zeigen einen kleinen schwarzen Diskalfleck.

### Ei, Raupe, Puppe
Das Ei ist gelblich, flach und fein punktiert.
Erwachsene Raupen sind hellgrün oder bräunlich gefärbt und haben undeutliche, schmale Rücken- und Nebenrückenlinien. Die breiten Seitenlinien sind hellrot bis weißlich.
Die Puppe ist von brauner Farbe, zeigt grünliche Flügelscheiden und besitzt einen sehr spitzen Kremaster.

### Ähnliche Arten
Der Sumpflabkraut-Blattspanner ähnelt dem Viellinien-Blattspanner (Costaconvexa polygrammata), bei dem jedoch der schwarze, den Apex teilende Strich durch einen weißlichen Wisch ersetzt ist. Außerdem ist die am Saum verlaufende schwarze Line durchgehend oder wird aus Strichen gebildet.

## Geographische Verbreitung und Vorkommen
Die Art ist vom Polarkreis lückenhaft durch Europa bis Sibirien verbreitet. Sie kommt außerdem in der Türkei und in Kasachstan vor.  Der Sumpflabkraut-Blattspanner besiedelt bevorzugt feuchte Wiesen, Bruchwälder sowie Ufer- und Moorgebiete.

## Lebensweise
Die nachtaktiven Falter fliegen in zwei Generationen von Mai bis Anfang Juli sowie von Ende Juli bis September. Sie besuchen künstliche Lichtquellen. Die Raupen ernähren sich von den Blättern verschiedener Labkrautarten (Galium), insbesondere von Sumpf-Labkraut (Galium palustre) sowie von Bitterklee (Menyanthes trifoliata). Die Art überwintert als Raupe.

## Gefährdung
Der Sumpflabkraut-Blattspanner kommt in den deutschen Bundesländern in unterschiedlicher Anzahl vor, gilt gebietsweise als gefährdet, wird jedoch auf der Roten Liste als nicht gefährdet geführt. Durch die Trockenlegung bisheriger Lebensräume ist jedoch für die Zukunft ein Rückgang der Art nicht auszuschließen.